# 后里區
后里區位於臺灣臺中市北端，介於大甲溪與大安溪之間，東西兩側由埤頭山與月眉山環繞:45，境內地勢平坦，為后里台地的主要部分:47。后里區的最早前身為1920年設立的「內埔庄」，1945年將內埔庄改制臺中縣豐原區內埔鄉，1950年裁撤區署，改直隸臺中縣，1955年因鄉名與屏東縣內埔鄉同名，遂改以轄內最大聚落「后里」為鄉名:115，2010年縣市合併，改設為臺中市市轄區「后里區」。
早期境內大部分的土地原為台糖所有，並主要種植甘蔗:312，直至1990年代末期停止種植甘蔗後，后里農場與七星農場的糖廠農地作為中部科學園區三期計畫的用地，使其工業逐漸轉為科技產業發展:395。而在其他工業產業上，后里區是臺灣樂器製造業的重要地區之一，其有薩得爾企業等公司與張連昌薩克斯風博物館等地標，是臺灣製造薩克斯風的產業聚集地。農業方面，其以花卉、高接梨、釀酒葡萄、馬鈴薯、芋、稻米為主，由於盛產多種花卉，有「花卉之鄉」之美譽。境內的著名景點有麗寶樂園、月眉糖廠、后里馬場等。

## 清初拓墾歷史
后里的開發始於清雍正年間，設立軍工寮砍伐樟樹製作戰船，而現今的千年大樟樹則印證后里原先遍植樟樹。乾隆34年李長匠差所繪地圖，可看到軍工寮約在巴宰族舊社東北方岸裡山（約於今后里觀音山）旁，中央研究院制的乾隆台灣番界圖層 （页面存档备份，存于）可見后里自台13線道路以東，包含岸裡山與軍工寮在乾隆中葉以前屬於生番（泰雅族）界內。
而漢人拓墾始於乾隆年間，據紀載漢人張圻招家族於乾隆20年來台，於墩仔腳附近種植甘蔗並設立蔗廍製糖，岸裡大社文書(AH2251) （页面存档备份，存于）可見旱溝北岸墩仔腳附近確有蔗廍與蔗園字樣（張圻招後代有因戴潮春事件受六品軍功的張松紀，曾任日治時期內埔庄長的張青雲和張堪，與民國時期后里鄉長的張漢鄒）。後乾隆25年巴宰族岸裡社通事潘敦仔申請拓墾750甲地給漢人承租開墾旱作，範圍東至墩仔腳、西至月眉庄、南至旱溝、北至月眉崎頭（今泰安休息站）。而後漢人陸續聚集成庄，乾隆47年已出現“月眉庄”、“墩仔腳”、“中和庄”、“厚里庄”等保有到現在的地名。

## 地名沿革
后里一帶原屬臺灣府諸羅縣，1731年改隸臺灣府淡水廳大甲堡，1875年改隸臺北府新竹縣竹南四堡。1887年台灣建省，劃歸臺灣府苗栗縣苗栗三堡。
日本統治台灣後，改臺灣府為臺灣縣、苗栗縣為苗栗出張所；隔年兩者改為臺中縣、苗栗支廳。1897年廢支廳設辨務署，改隸新竹縣大甲辨務署，隔年廢縣併回臺中縣。1901年廢縣、辨務署，改制為廳、區制，改隸為苗栗廳大甲支廳內埔區，為內埔地區獨立設置行政區之始，1909年廢廳併回臺中廳。1920年廢廳區，改制為州郡庄制，改隸為臺中州豐原郡內埔。1935年的新竹台中地震造成內埔庄962人死亡、1,694戶住家毀損。
二戰後，州、郡、庄改制為縣、縣轄區、鄉，成為臺灣省臺中縣豐原區內埔鄉。因與屏東縣內埔鄉同名，復於1955年改以鄉內另一大聚落后里，且該地亦有后里車站，而改名為后里鄉。2002年2月7日，樂業村併入眉山村（今眉山里）、義里村（今義里）西側分割出義德村（今義德里）。2010年12月25日配合臺中縣市合併，后里鄉改為「后里區」。
"后里"地名可回推日治繪製的臺灣堡圖(兩萬分之一圖層) （页面存档备份，存于） ，臺灣堡圖呈現清朝末年至日治初期的地理資訊；圖中標示兩個"后里庄"，一個位於現在的厚里里 （页面存档备份，存于） 左側(在國道一號后里交流道附近, 也在原巴宰族拓墾的750甲地內)，另一個在現在的后里里 （页面存档备份，存于）(近后里車站)。臺灣堡圖上看到這樣重複庄名的情況不少見
，例如月眉庄也兩個, 或者卓蘭的罩蘭庄也兩個。由於東側后里里在原先乾隆25年時的生番界內, 因此可以推測這個后里里是較另一個晚開發。
日治時期開始建置戶籍並為每一戶設置門牌號碼(番地)，若同時存在兩個"后里庄"則會出現重複門牌號碼；推測西側的后里庄改回原名"厚里庄"。
因此后里名稱應來自於清朝乾隆年間的"厚里庄"。
"厚里"地名可能來自於岸裡山(今后里觀音山)
-- 如同巴宰族麻薯社因近岸裡山於康熙55年歸化時已改稱為岸裡社；乾隆年間厚里庄靠近岸裡山，且台語"厚(gau)里" 音近於"岸(gan)裡"，推測因此得名。另有一說"后里"一詞來自於位於岸裡舊社的後面，得名為"後里"; 然而"後里庄"這名詞遲至日治1913年台灣番地圖(刊登於台中縣古地圖研究第214頁)才出現。另外，"後"與"后"是異體字，可能是日治時期製圖人把"后"改寫為"後"。
關於"內埔"地名-- 清朝岸裡大社群分布圖，舊社東北方原有一"竹仔林"，而在嘉慶五年的一張岸裡大社文書(AH2269_009), 出現"竹林內埔"地名, 如同屏東內埔鄉的地名由來"...在森林中間開闢出一片旱田，客語稱為「埔」，又在密林內，故稱「內埔」..." ; 本地內埔地名應該來自於位於竹林內的一塊旱園。
關於"墩仔腳"地名，主要來自現運動公園(原后里國中校地)為一高起的土墩，而其南邊地勢較低處稱為"墩仔腳"。

## 地理

### 地形
- 后里區位於台中市北翼，北隔大安溪，和臺灣省苗栗縣相接；南隔大甲溪，與豐原區、神岡區相臨；西連月眉山與外埔區為界；東以埤頭山與東勢區為鄰。
- 后里區五分之四的面積屬於台地地形，另外五分之一為丘陵地形；后里台地位於大安溪、大甲溪兩溪之間，大甲扇狀平原以東，東勢丘陵以西，地形走勢從東北側的海拔300公尺，逐漸向西南緩降成為120公尺。

### 氣候
后里區屬於亞熱帶季風氣候，冬季乾旱而夏季高溫多雨。12月至3月，平均溫皆在攝氏14至18度之間，4月至11月，平均溫高於攝氏20度。根據1961年至1975年的氣候資料顯示，后里區的年均溫為攝氏22.2度，月均溫最高為7月的攝氏27.8度，最低為1月的攝氏14.7度:52－53。年雨量約為1,383.3毫米，月平均雨量最多為6月的362.3毫米，最低為11月的15.6毫米，雨量自東邊地勢高聳處向西方的臺地地區遞減:53、56。

### 人口
根據臺中市政府民政局統計，2024年底后里區戶數約1.8萬戶，人口約5.3萬人。區內人口最多與最少的里分別是墩東里與仁里里，2024年底兩里人口分別為5,696人與1,168人。

## 政治

### 歷任首長
| 任次 | 姓名   | 就任日期       | 卸任日期       | 備註 |
| ---- | ------ | -------------- | -------------- | ---- |
| 1    | 邱文宏 | 2010年12月25日 | 2014年12月25日 | 首任 |
| 2    | 賴同一 | 2014年12月25日 | 現任           |      |

### 區政組織

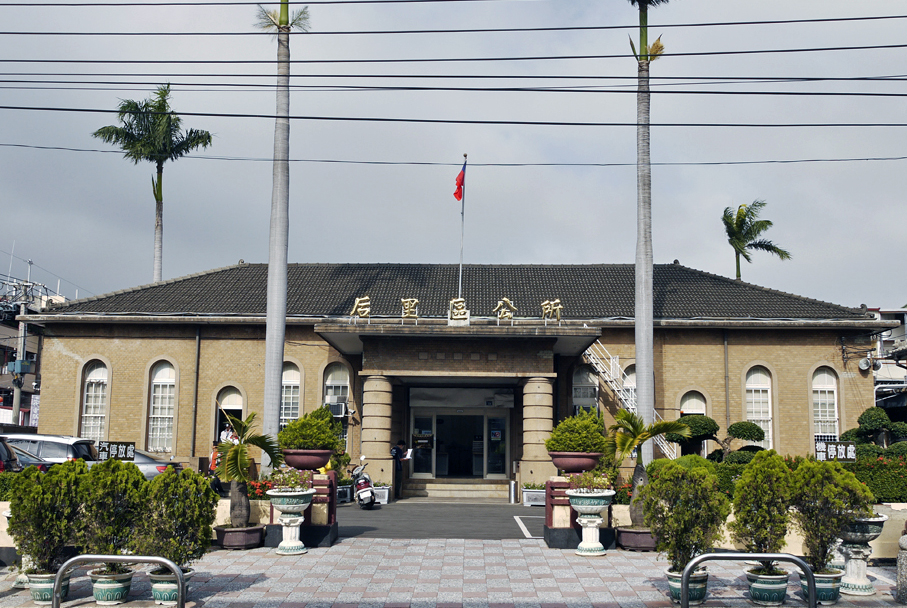
后里區公所

后里區公所是臺中市政府在后里區的派出機關，在中華民國政府架構中為市政府綜理區政的執行機關，上級業務監督機關為臺中市政府。区长由市長任命，其任期為無任期保障。在區長、主任秘書與秘書之下，設有5課4室等9個內部單位。

### 行政區
現今后里區行政範圍的確立，來自於1920年，日本將臺灣十二廳改為五州二廳，設內埔庄屬臺中州豐原郡:126。內埔庄轄后里、墩子腳、公館、中社、新店、七塊厝、圳寮、牛稠坑、中和、舊社、四塊厝、月眉等12個大字。1945年，改為「內埔鄉」，屬臺中縣豐原區:131。1950年，裁撤區署，內埔鄉改直隸於臺中縣。1955年10月10日，內埔鄉改名「后里鄉」:131。2010年12月25日，臺中縣市合併改制為直轄市，后里鄉改制為市轄區「后里區」，隸屬臺中市。
后里區共轄18里，其行政區域分布情形為：
| 后里區行政區劃 |        |      |        |      |        |      |        |
|                |        |      |        |      |        |      |        |
| 編號           | 里名   | 編號 | 里名   | 編號 | 里名   | 編號 | 里名   |
| 1              | 義德里 | 2    | 墩東里 | 3    | 墩西里 | 4    | 墩北里 |
| 5              | 厚里里 | 6    | 后里里 | 7    | 義里里 | 8    | 仁里里 |
| 9              | 泰安里 | 10   | 公館里 | 11   | 月眉里 | 12   | 眉山里 |
| 13             | 太平里 | 14   | 聯合里 | 15   | 舊社   | 16   | 中和里 |
| 17             | 墩南里 | 18   | 廣福里 |      |        |      |        |

### 選舉

#### 立法委員
后里區與大雅區、潭子區及神岡區劃分為臺中市第三選舉區，現任立委是楊瓊瓔。

## 經濟發展
農畜業
區內政府設有月眉農場、舊社農場、外埔農場等土地。主要的農特區有鬱金香、文心蘭、劍蘭、火鶴花、百合花、彩色海芋、牛奶蕃茄、草莓、紅柿、馬鈴薯、高接梨、巨峰葡萄、椪柑、紅龍果。
工商產業
早期政府在設有月眉糖廠、后里馬場，屬農牧工業類的產業。近年政府再利用后里農場、七星農場土地成立中部科學工業園區后里園區（后里基地、七星基地），使工業類型轉型朝科技產業發展。后里糖廠、后里馬場、泰安舊站與后豐鐵馬道的轉型、麗寶樂園的設置。2018年國際花卉博覽會的主辦城市，於2018年11月3日至2019年4月28日止，在后里區的后里馬場、后里軍營區、豐原葫蘆墩公園、外埔永豐段等地舉行，將奠定了后里觀光產業發展的基礎。
金融業
- 合作金庫銀行后里分行
- 兆豐銀行后里分行
- 台中銀行后里分行

## 教育

### 高級中學
- 臺中市立后綜高級中學

### 國民中學
- 臺中市立后里國民中學
- 臺中市立后綜高級中學國中部

### 國民小學
- 臺中市后里區后里國民小學
- 臺中市后里區七星國民小學
- 臺中市后里區內埔國民小學
- 臺中市后里區月眉國民小學
- 臺中市后里區育英國民小學
- 臺中市后里區泰安國民小學

### 學齡前教育
- 臺中市后里區托兒所[31]
  - 臺中市后里托兒所太聯分所
  - 臺中市后里托兒所公館分所
  - 臺中市后里托兒所義里分所

### 特教學校
- 臺中市立啟明學校

## 醫療
- 衛生福利部豐原醫院后里分院（長照中心，[32]興建中）

## 交通

### 鐵路
臺灣鐵路管理局
- 臺中線：泰安車站 - 后里車站
- 舊山線：泰安舊站

### 公路
- 國道一號（中山高速公路）
  - 泰安服務區（158k）
  - 160 后里后里交流道
    - 月眉收費站（已廢止，非主線收費站）

  - 后里收費站（已廢止，163k）
- 台13線（三豐路）：后豐大橋
- 市道132號（甲后路）：外埔區－大甲區－大安區
  - 132甲（公安路、公安路一段）：后里區境內道路

#### 主要道路
- 三豐路：台13線，連接三義鄉與豐原區。
- 內東路：后里馬場至東勢區石城地區的道路，由東北東轉東南蜿蜒進入山區，沿線經長青山莊等景點後，可前往東勢區石城聚落至台三線路口。
- 甲路：后里主要街區範圍。
- 公安路：為后里公家機關主要區域，樂器出產製造主要區域。
- 民生路、四村路：內埔地區主要道路。
- 文明路：綜高中前主要學區道路。
- 科路一段、星科路：連結國道一號與中部科學園區后里基地與七星基地的聯絡道路。
- 神路：連結神岡區、國道四號與后里月眉地區的聯絡道路。
- 成功路

次要道路
- 三光路、大圳路、中山路、文化路：后里內埔地區次要道路。
- 七星街、南村路：后里區墩南里主要聯絡道路。
- 三線路、和興路、舊社路：后里區舊社里主要聯絡道路。
- 三月路、中眉路、眉山路：鄰近后里國中。
- 中和路、和興路：通往舊社里其道路。

### 公車客運
台中市市區公車
- 本表更新時間為2024年3月1日。

| 路線號碼  | 營運區間                       | 經營業者             | 備註                                                                         |
| --------- | ------------------------------ | -------------------- | ---------------------------------------------------------------------------- |
| 92        | 豐原車站－大安國中             | 豐原客運             | 豐安環線、豐原大甲線                                                         |
| 155       | 高鐵臺中站－麗寶樂園           | 中台灣客運           | 后里新幹線 經朝馬、后里區公所、公安路                                        |
| 155副     | 高鐵臺中站－麗寶樂園           | 中台灣客運           | 經統聯轉運站、九甲七路                                                       |
| 157       | 文心森林公園－大甲區公所       | 台中客運             | 外埔新幹線 經外埔區公所                                                      |
| 157延     | 向上惠文路口－頂店             | 台中客運             | 經僑光科技大學、逢甲商圈                                                     |
| 211       | 豐原－大甲體育場               | 豐原客運             | 經土城                                                                       |
| 211區     | 泰安－新政大安港路口           | 豐原客運             | 經土城 例假日及寒暑假停駛                                                    |
| 212       | 豐原－大甲體育場               | 豐原客運             | 經水美                                                                       |
| 213       | 豐原－大甲體育場               | 豐原客運             | 經下后里                                                                     |
| 215       | 豐原－大甲體育場               | 豐原客運             | 經麗寶樂園 不經后里區公所                                                    |
| 651       | 台中女中－大甲區公所           | 中台灣客運           | 經捷運文心崇德站、新民高中、中國醫藥大學、一中商圈、台中科技大學、台中車站   |
| 811       | 豐原轉運中心－大甲體育場       | 台中客運、中台灣客運 | 經豐原高中、后里馬場、后里車站、中科后里園區、泰安服務區、麗寶樂園、大甲車站 |
| 813       | 豐原轉運中心－文武公園         | 中鹿客運             | 不經外埔市區                                                                 |
| 813區1    | 后里東站－忠靈祠               | 中鹿客運             | 經后里馬場、后里車站、下后里、月眉糖廠、大甲車站、大甲國中、鐵砧山           |
| 813區2    | 后里東站－文武公園             | 中鹿客運             | 經后里馬場、后里車站、下后里、月眉糖廠、大甲車站、大甲國小                   |
| 839       | 泰安車站－國立苑裡高中         | 建明客運             | 經日南、幼獅工業區、苑裡車站                                                 |
| 888       | 泰安車站－豐原車站             | 中台灣客運           | 觀光公車豐后線，經麗寶樂園、后里馬場、后里花田綠廊等景點                       |
| 市民小巴4 | 中科后里辦公室－太平里（含延） | 睿奕交通             | 經下后里、后里國中                                                           |

小黃公車
臺中市小黃公車是由臺中市政府交通局推動的公車系統之一，於2017年4月1日啟用，路線皆採固定時間發車且免費搭乘，乘車需於前一天預約，預約人數較多時則安排多輛計程車以提供載客服務，當中僅無臺中市市區公車行駛、停靠之路段可隨招隨停，以擴大公共運輸服務範圍至年長者、行動不便、偏遠地區、攜帶大型行李的民眾。行經后里區的小黃公車路線有黃18路（慈濟后里聯絡處至后里車站）、黃19路（后里口庄至外埔）等2條，提供眉山、聯合、舊社、墩南、墩西、墩北、墩東、厚里、后里、義德、義里、太平等12個里的居民搭乘。
國道客運
| 路線號碼 | 營運區間   | 經營業者 | 備註         |
| -------- | ---------- | -------- | ------------ |
| 6606     | 豐原－台北 | 豐原客運 | 經后里、三義 |

### 公共自行車
臺中市公共自行車租賃系統（iBike）是臺中市政府推動的公共自行車租賃系統，2013年6月開始規劃建置，2014年7月18日開始營運，2017年5月16日使用次數突破一千萬人次，后里區則於2018年4月19日正式引進YouBike1.0系統，並於2021年7月28日引進YouBike2.0系統，2023年6月28日全面停止營運YouBike1.0系統，改為僅營運YouBike2.0系統。資料截至2024年12月31日，YouBike2.0系統已於后里區設有23個站點，並可甲地租車、乙地還車，提供民眾租借使用。

### 未來
- 臺灣鐵路管理局甲后線（規劃中）

## 旅遊
- 后里環保公園
- 中正公園
- 月眉觀光藥用植物園
- 鳳凰山農場
- 泰安服務區
- 張連昌薩克斯風紀念館
- 臺中線震災復興記念碑
- 麗寶樂園渡假區：園區分為馬拉灣、探索世界、福容大飯店麗寶樂園、密室逃脫旗艦館、麗寶OUTLET MALL（含台中麗寶秀泰影城）、麗寶道之驛國道超級服務區、麗寶國際賽車場與摩天輪-天空之夢。
- 大安溪舊鐵橋
- 月眉糖廠
- 中社觀光花市
- 后豐鐵馬道
- 泰安鐵道文化園區（舊山線泰安舊站）
- 台中后里泰安櫻花季：台灣負盛名的賞櫻勝地泰安派出所，花期約二月中至三月初。
- 隘勇古道
- 泰安福興宮
- 后里馬場：創建於1937年，是台灣總督府的產馬牧場，戰後1952年5月設立聯勤種馬牧場，替軍隊提供軍需馬匹。後來部隊機械化，馬匹的需求不再這麼重要，1997年移交鄉公所經營。由於曾經設置過很多電影的佈景，所以早期台灣的電影、電視劇取景都曾在后里馬場內拍攝，後來這些設施都陸續撤除。近年，在縣政府發展觀光的政策下，后里馬場會不定時的舉辦藝文活動，例如前一陣子的兩馬音樂季，吸引了大批民眾的參與，也使得本來平平無奇的馬場，變成后里重要的觀光勝地[44]。
- 毘盧禪寺：為台灣負有盛名的寺院，1930年落成，位於后里區八仙山支脈太平山山麓，特色為酷似西洋建築的建築外型還有清幽的環境，其中「毘廬曉鐘」更被列為原臺中縣八景，更值得一提的，進入禪寺之前，外門牌坊的正上方豎立著「毘廬禪寺」四大字，吳佩孚所題，可見毘廬禪寺所歷經年代之久遠。
- 千年澤民樟公樹
- 日月神木
- 后里夜市

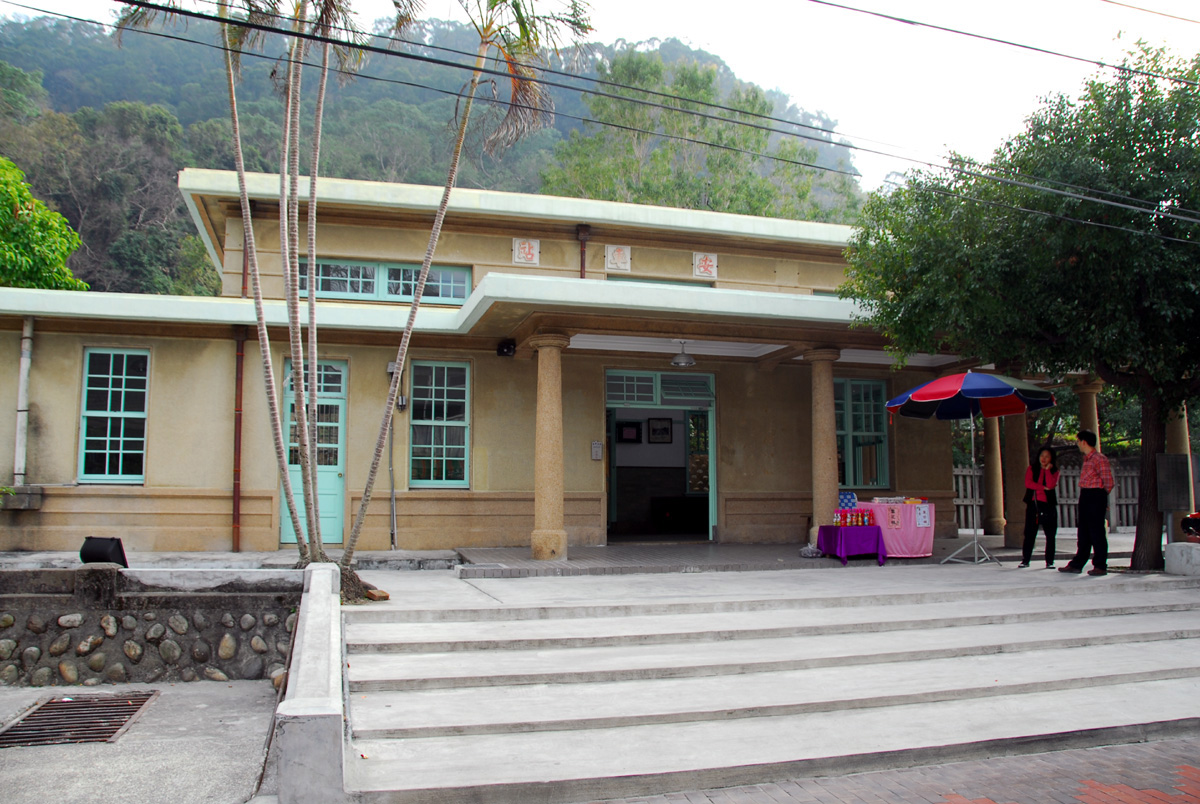
舊泰安舊車站
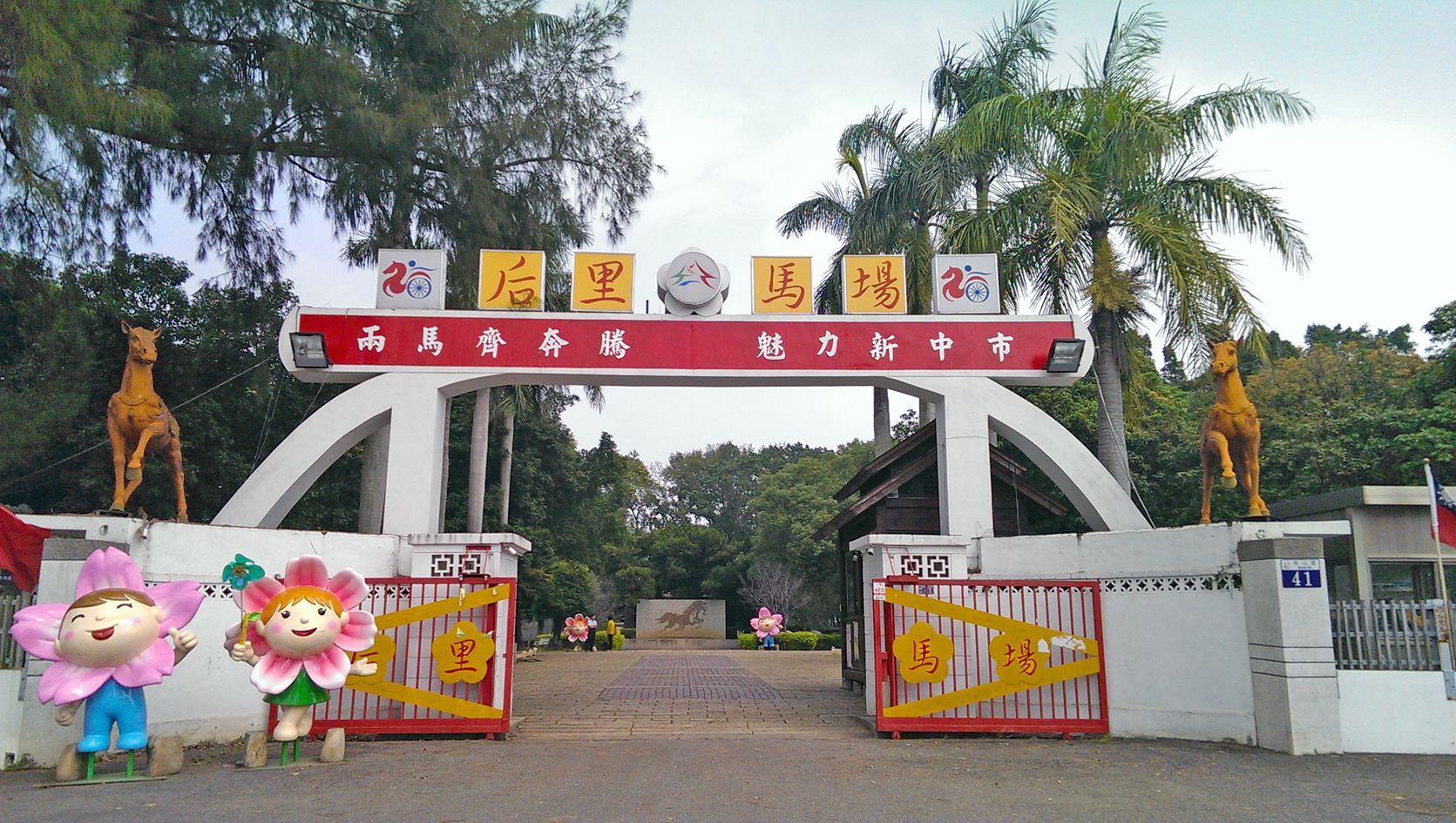
后里馬場
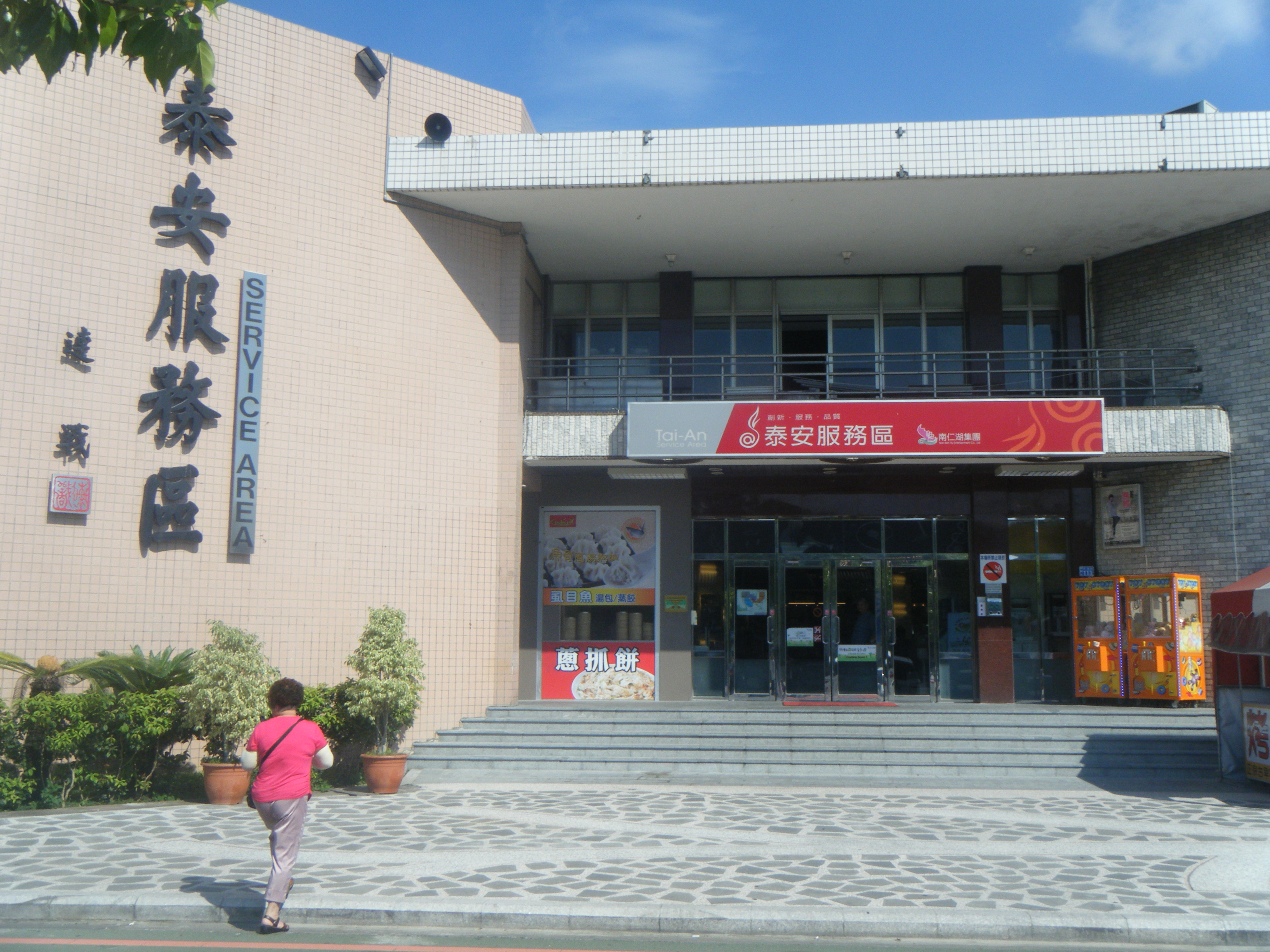
月眉里泰安服務區
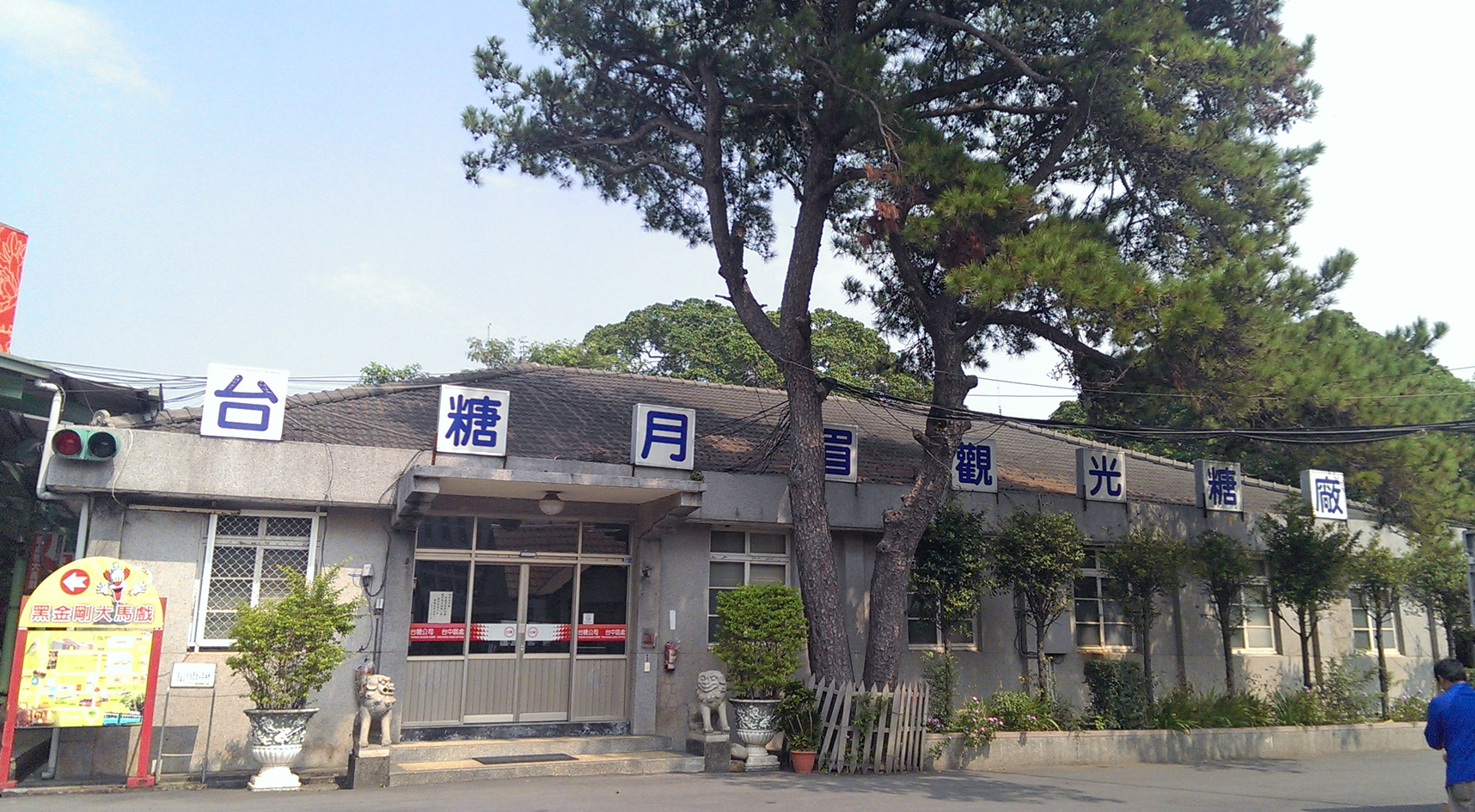
月眉糖廠
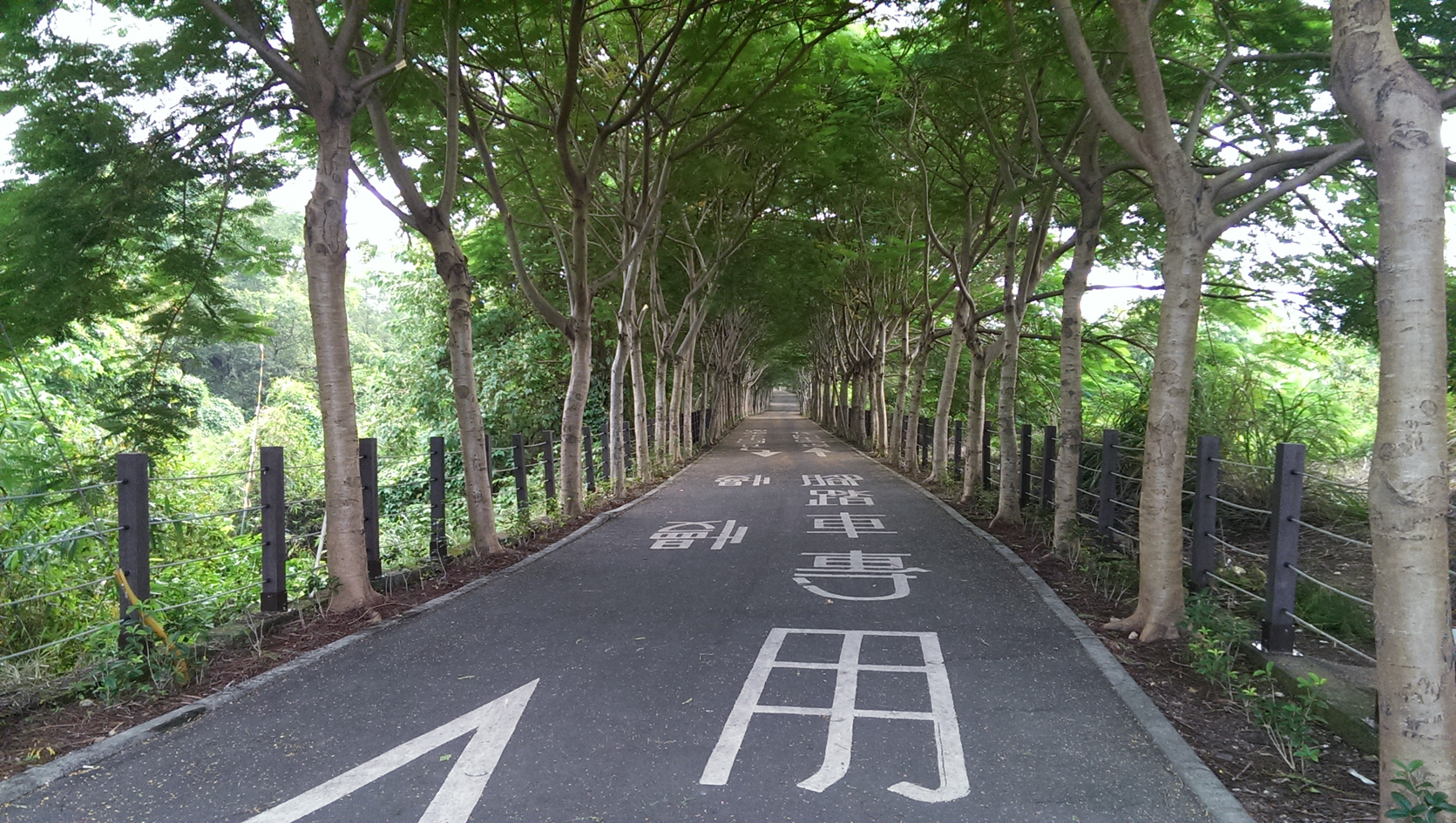
后豐鐵馬道起點（后里車站後方）
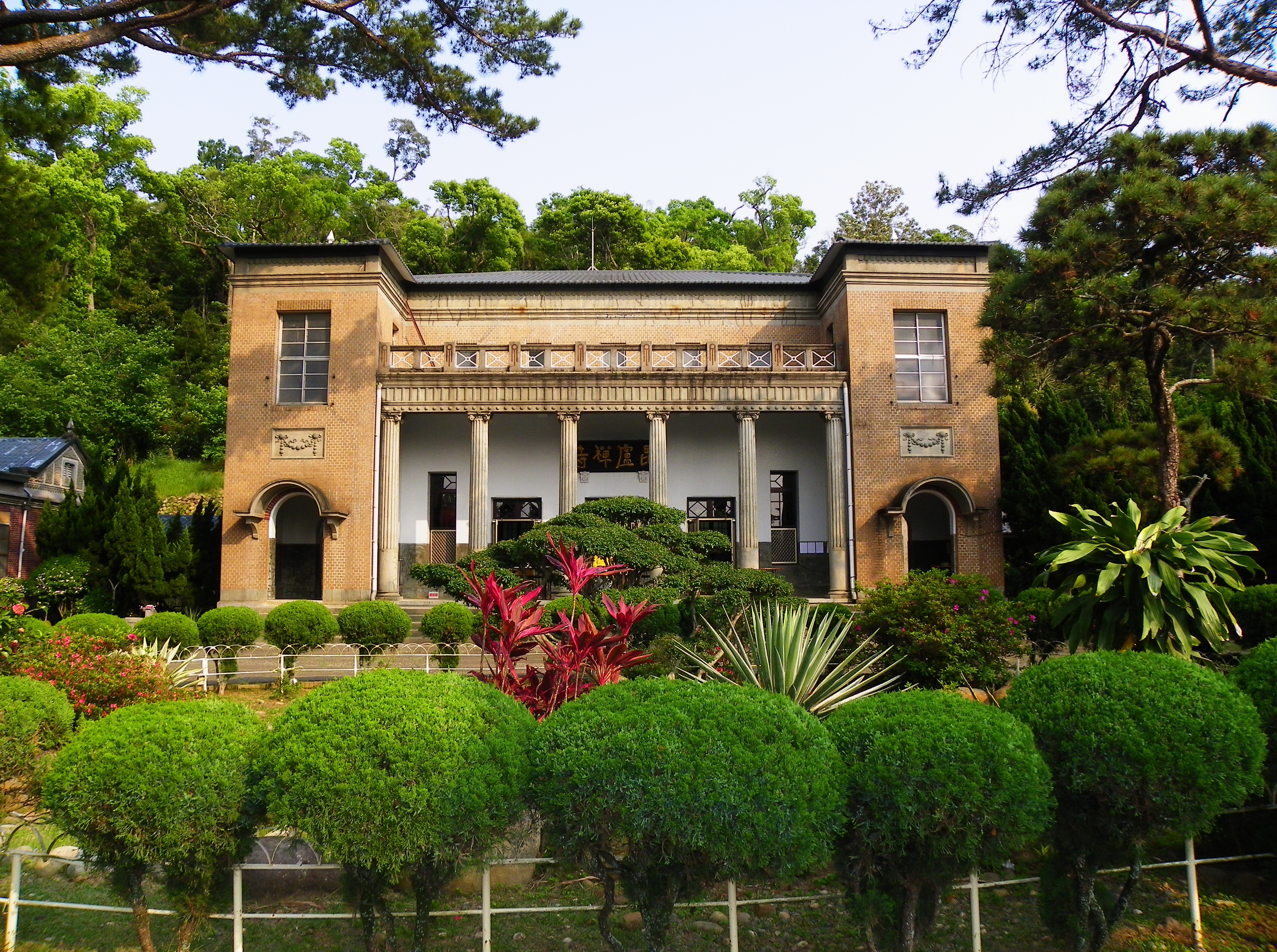
毘盧禪寺
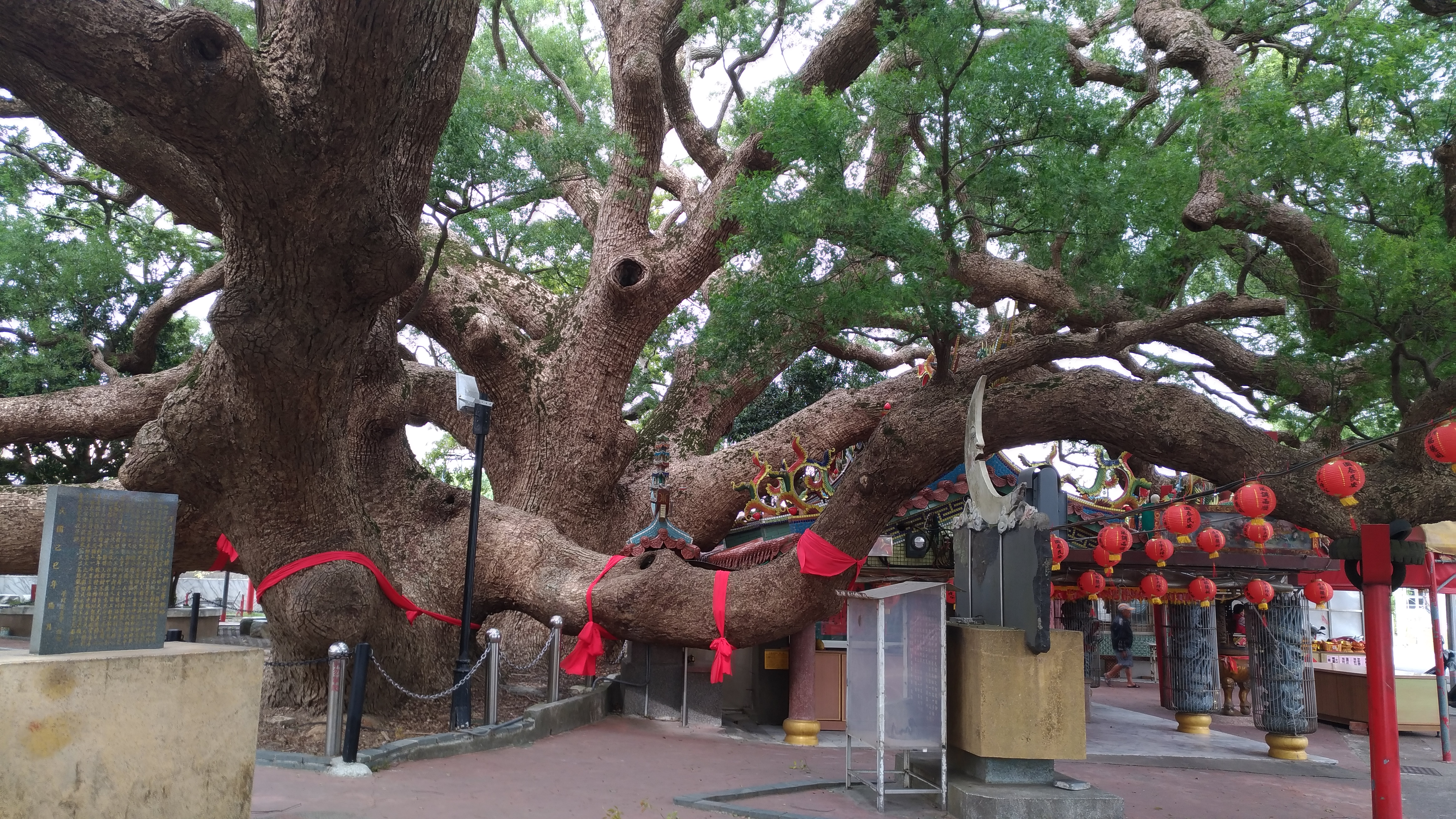
澤民樹

- 星月大地
- 星月文旅/好客民宿

## 大型活動主辦場
- 2018年臺中世界花卉博覽會
- 2020年臺灣燈會

## 外部連結
- 后里區公所（页面存档备份，存于）